# 鹿港福德宮
24°02′49″N 120°26′17″E / 24.046914°N 120.438034°E
鹿港福德宮，是位於臺灣彰化縣鹿港鎮街尾里楊橋公園的土地祠，祭祀鹿港五方土地公中的南方土地公。

## 昔日

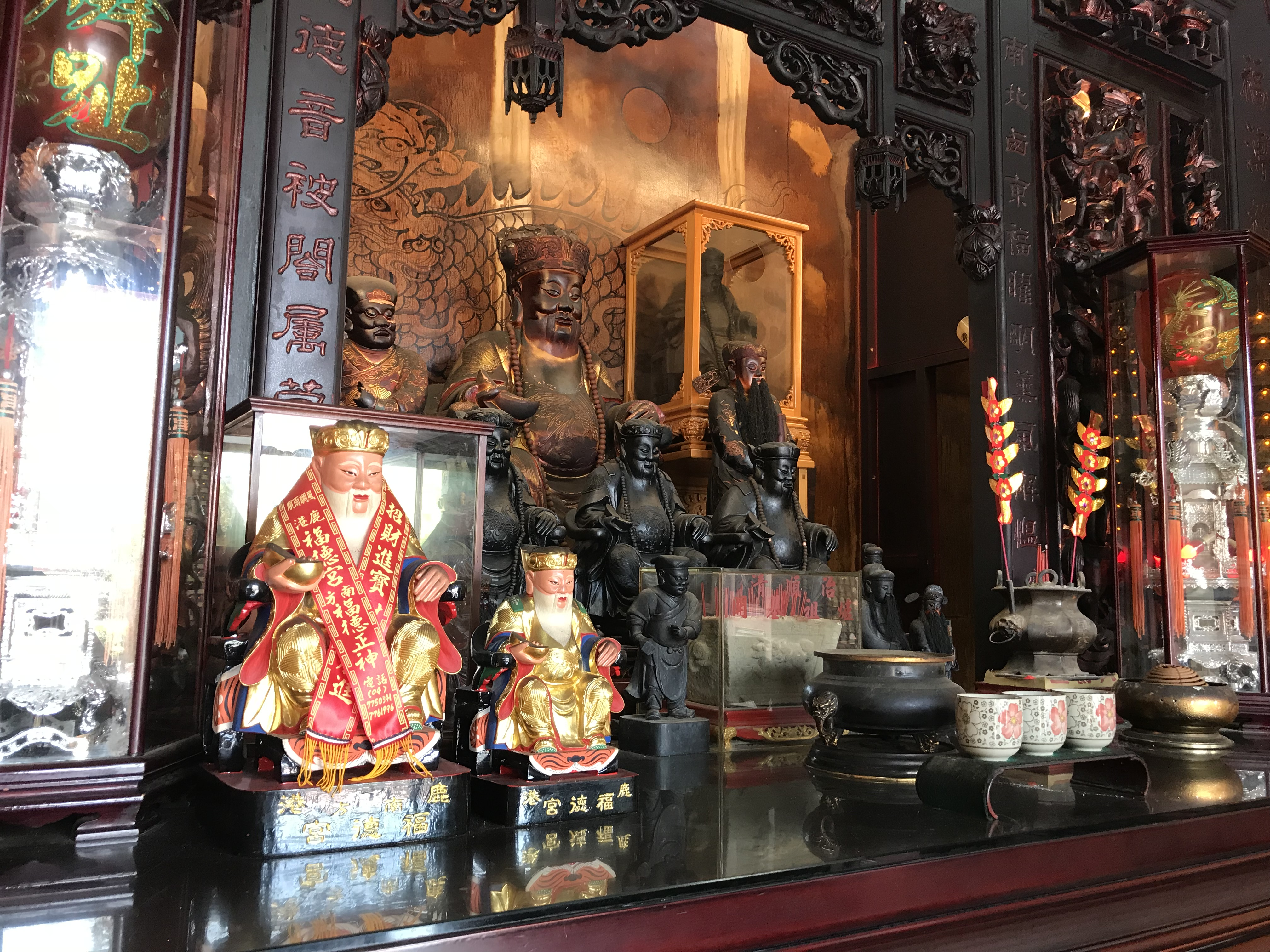
神像與香爐

鹿港在五個方位各設有土地公，分別是鹿港城隍廟與潤澤宮的中央土地公、鹿港景靈宮的東方土地公、鹿港福德宮的南方土地公、鹿港威靈廟的西方土地公、鹿港福德祠的北方土地公。
其中南方土地公座落在鹿港必經之處的楊公橋旁，商旅們會順便膜拜這尊手持元寶的神像，因此而馳名。廟內還有一座雕有「庚子」和「街尾眾弟子」的石爐。1939年，廟宇遭大水毀壞而神像失蹤多年。

## 重建
鹿港鎮街尾里前里長許加春於1995年1月間在鹿港文武廟附近盧姓人家找到南方土地公神像，原放在青雲路與中山南路的民間洗車場。請回後供奉在鹿港護安宮。次年6月8日，護安宮信徒在護安宮東北角挖出一塊字跡業已剝落模糊的石碑，上頭留有「福德祠」字樣，研判屬於南方土地公。
1999年，正當彰化縣政府重建楊公橋時，南方土地公的信徒也籌措經費在新橋旁重建廟宇，於該年10月9日舉行上大樑典禮。新廟彩繪為大村鄉人張逢源透過鴻華雕刻部承接。
鹿港鎮長李棟樑、北斗鎮長洪叁民、高雄縣仁武鄉長劉龍泉共同捐獻，新刻一尊以台灣牛樟木製成的土地公神像，作為鎮殿之用。由鹿港護安宮主委林肇睢委託施炯裕雕刻高三點六台尺的木身、陳萬能製作錫製頭冠，號稱為鹿港最大的土地公像，1999年10月6日完工。
2000年11月26日，新廟舉行入火安座大典，並依古早年宗教風俗，請劇團演出八仙賀壽。廟方管理委員會並認養楊橋公園，在蓮花湖放養黑天鵝、土鵝，說是土地公託夢要的。
2012年8月11日，廟方將找回的石爐進行安座大典。該香爐為鹿港人陳誌華在該年7月於臺南鹿耳門商店意外找到，廟方推派副主委陳秋鹿等買回。

## 祭祀
頭牙時，信眾會抱著象徵招財的金元寶回來祭祀。廟方也會將大型的金元寶贈送給贊助的廠商。
中秋節時，廟方會供應湯圓。廟方常務理事陳富裕表示，中秋吃湯圓的歷史已不可考，早期鹿港的土地公廟都有此習俗，後只剩此廟還保留此一習俗。
三一九槍擊事件不久，同年4月24日，中華民國總統陳水扁到鹿港護安宮與緊鄰的鹿港福德宮，向吳府千歲和鹿港南方土地公上香還願。
台灣護聖宮也祭祀鹿港南方土地公。